# Adlullia oonophora
Adlullia oonophora är en fjärilsart som beskrevs av Collenette 1938. Adlullia oonophora ingår i släktet Adlullia och familjen tofsspinnare. Inga underarter finns listade i Catalogue of Life.